# Péninsule de Cumberland
La péninsule de Cumberland est une péninsule située dans la partie sud-est de l'île de Baffin au Nunavut, au Canada. Elle est située entre 64 ° 56 'et 67 ° 57' de latitude nord et 61 ° 56 'à 68 ° de longitude ouest. 
Le cercle polaire arctique traverse la péninsule, avec la mer du Labrador au sud-est et le détroit de Davis à l'est, qui se situe entre la péninsule et le Groenland. Le détroit de Cumberland se trouve au sud-ouest, séparant la péninsule de Cumberland de la péninsule de Hall, qui fait également partie de l'île de Baffin.
La péninsule de Cumberland fait partie du biome de la toundra arctique - le biome le plus froid et le plus sec du monde - comme le reste de l'île de Baffin. Le terrain est montagneux et le mont. Odin, près du cercle polaire arctique, culmine à 2147 m.
La péninsule abrite Pangnirtung, qui se trouve sur la côte sud-ouest, et le parc national Auyuittuq.

## Source
- (en) Cet article est partiellement ou en totalité issu de l’article de Wikipédia en anglais intitulé « Cumberland Peninsula » (voir la liste des auteurs).